# برمو بلاف (ویرجینیا)
برمو بلاف (به انگلیسی: Bremo Bluff) یک منطقهٔ مسکونی در ایالات متحده آمریکا است که در Fluvanna County واقع شده‌است. برمو بلاف ۶۵۶ نفر جمعیت دارد و ۱۳۷٫۷۷ متر بالاتر از سطح دریا واقع شده‌است.